# Барби и тајне виле
Барби и тајне виле је Барби филм из 2011. Ради се о Барби која мора да спаси свет вила од опасности и зликоваца.